# Кавалеровський район
Кавалеровський район (рос. Кавалеровский район) — район Приморського краю.
Адміністративний центр — смт Кавалерово.

## Географія
Площа району — 4 180 км², понад 80% його території займають ліси, в яких мешкає амурський тигр, сніговий барс, олень благородний, гімалайський ведмідь. Складність лісозаготівель у тайзі пояснюється гористим рельєфом Сіхоте-Аліня.

## Історія
Кавалеровський район утворений в складі Приморського краю Указом Президії Верховної Ради РРФСР від 03.06.1954 року з частини Тетюхинського району з центром в робітничому гірничорудному селищі Кавалерово і за кілька десятиліть розвинувся в одну з найбільш щільно населених територій Північного Примор'я.

## Населення
Населення району — близько 28 426 чоловік (2009), більше половини з них проживає в Кавалерово.

## Адміністративний поділ
Адміністративно Кавалеровський район ділиться на 7 сільських поселень:
- Зеркальненське: села Богополь, Зеркальне
- Устиновське: села Синєгір'є, Суворово, Устиновка
- Високогорське: смт Високогорськ
- Горнореченське: смт Горнореченський
- Кавалеровське: смт Кавалерово
- Рудненське: смт Рудний
- Хрустальненське: смт Хрустальний

## Економіка
Кавалеровскій район — один з найбагатших у краї по запасах природних копалин. У районі видобувають олово, цинк та інше. На річках добувають золото.
Сільське господарство в районі розвинене слабко.